# Canadian Albums Chart
De Canadian Albums Chart (Canadese Album Hitlijst) is de officiële hitlijst voor albums in Canada. De lijst wordt elke woensdag uitgegeven, gebaseerd op de Amerikaanse statistieken van verkopen. Deze statistieken worden verzorgd door Nielsen Soundscan. De lijst wordt elke donderdag uitgebracht door Jam!, Canoe en Billboard, samen met de zusterprojecten Canadian Singles Chart en de Canadese BDS Airplay Chart. De lijst bevat 200 posities. JAM! publiceert daarentegen slechts top 100. 